# Ionel Dănciulescu
Ionel Daniel Dănciulescu (ur. 6 grudnia 1976 w Slatinie) – piłkarz rumuński grający na pozycji napastnika.

## Kariera klubowa
Karierę piłkarską Dănciulescu rozpoczął w klubie CSȘ Slatina. Następnie w 1993 roku przeszedł do pierwszoligowego klubu Electroputere Craiova. 16 października 1993 roku zadebiutował w lidze w zremisowanym 2:2 domowym meczu z Universitateą Craiova. W Electroputere grał do 1995 roku i wtedy też przeszedł do Dinama Bukareszt. W Dinamie występował bez sukcesów przez dwa lata.
W 1997 roku Dănciulescu przeszedł do tureckiego Altay SK z Izmiru. W tureckiej lidze zadebiutował 3 sierpnia 1997 w meczu z Bursasporem (0:1). W Süper Lig rozegrał 7 meczów i strzelił 1 gola.
W trakcie sezonu 1997/1998 Dănciulescu wrócił do Rumunii i został piłkarzem Steauy Bukareszt. W 1998 roku wywalczył ze Steauą swoje pierwsze w karierze mistrzostwo Rumunii. Wraz ze Steauą, w której grał do końca 2001 roku, jeszcze raz był mistrzem kraju w 2001 roku. Zdobył też Puchar Rumunii w 1999 roku i Superpuchar Rumunii w 1998 roku.
W 2002 roku Dănciulescu ponownie został zawodnikiem Dinama. W tamtym roku grał też krótko w FCM Câmpina. Zawodnikiem Dinama był do 2009 roku. W tym okresie trzykrotnie zostawał mistrzem kraju (2002, 2004, 2007), zdobył trzy puchary kraju (2003, 2004, 2005) i jeden superpuchar (2002). W 2005 roku był wypożyczony do chińskiego Shandong Luneng (debiut: 2 kwietnia 2005 w wygranym 2:1 meczu z Interem Szanghaj).
W 2009 roku Dănciulescu został zawodnikiem hiszpańskiego drugoligowca, Hérculesa Alicante. W Segunda División swój debiut zanotował 3 października 2009 w spotkaniu z Elche CF (3:0). W sezonie 2009/2010 przyczynił się do awansu Hérculesa do Primera División.
Latem 2010 Dănciulescu ponownie stał się piłkarzem Dinama Bukareszt. W sezonie 2011/2012 zdobył z nim Puchar Rumunii. W 2014 roku zakończył karierę.
| Sezon   | Klub                  | Kraj      | Rozgrywki        | Mecze | Bramki |
| ------- | --------------------- | --------- | ---------------- | ----- | ------ |
| 1993/94 | Electroputere Craiova | Rumunia   | Divizia A        | 4     | 1      |
| 1994/95 | Electroputere Craiova | Rumunia   | Divizia A        | 27    | 7      |
| 1995/96 | Dinamo Bukareszt      | Rumunia   | Divizia A        | 32    | 14     |
| 1996/97 | Dinamo Bukareszt      | Rumunia   | Divizia A        | 32    | 8      |
| 1997/98 | Altay SK              | Turcja    | Süper Lig        | 7     | 1      |
| 1997/98 | Steaua Bukareszt      | Rumunia   | Divizia A        | 25    | 13     |
| 1998/99 | Steaua Bukareszt      | Rumunia   | Divizia A        | 33    | 15     |
| 1999/00 | Steaua Bukareszt      | Rumunia   | Divizia A        | 30    | 14     |
| 2000/01 | Steaua Bukareszt      | Rumunia   | Divizia A        | 27    | 6      |
| 2001/02 | Steaua Bukareszt      | Rumunia   | Divizia A        | 14    | 5      |
| 2001/02 | Dinamo Bukareszt      | Rumunia   | Divizia A        | 13    | 3      |
| 2001/02 | FCM Câmpina           | Rumunia   | Divizia B        | 1     | 1      |
| 2002/03 | Dinamo Bukareszt      | Rumunia   | Divizia A        | 26    | 16     |
| 2003/04 | Dinamo Bukareszt      | Rumunia   | Divizia A        | 29    | 21     |
| 2004/05 | Dinamo Bukareszt      | Rumunia   | Divizia A        | 15    | 11     |
| 2005    | Shandong Luneng       | Chiny     | Super League     | 11    | 4      |
| 2005/06 | Dinamo Bukareszt      | Rumunia   | Divizia A        | 14    | 2      |
| 2006/07 | Dinamo Bukareszt      | Rumunia   | Liga I           | 31    | 15     |
| 2007/08 | Dinamo Bukareszt      | Rumunia   | Liga I           | 32    | 21     |
| 2008/09 | Dinamo Bukareszt      | Rumunia   | Liga I           | 34    | 12     |
| 2009/10 | Dinamo Bukareszt      | Rumunia   | Liga I           | 4     | 2      |
| 2009/10 | Hércules CF           | Hiszpania | Segunda División | 25    | 10     |
| 2010/11 | Dinamo Bukareszt      | Rumunia   | Liga I           | 29    | 7      |
| 2011/12 | Dinamo Bukareszt      | Rumunia   | Liga I           | 32    | 13     |
| 2012/13 | Dinamo Bukareszt      | Rumunia   | Liga I           | 27    | 7      |
| 2013/14 | Dinamo Bukareszt      | Rumunia   | Liga I           | 5     | 0      |

## Kariera reprezentacyjna
W reprezentacji Rumunii Dănciulescu zadebiutował 3 marca 1999 roku w wygranym 2:0 towarzyskim meczu z Estonią. 28 kwietnia 2004 w sparingu z Niemcami (5:1) strzelił 2 gole. W kadrze narodowej od 1999 do 2009 roku rozegrał 8 meczów i zdobył 2 bramki.
| Mecze i gole w reprezentacji | Mecze i gole w reprezentacji | Mecze i gole w reprezentacji | Mecze i gole w reprezentacji | Mecze i gole w reprezentacji | Mecze i gole w reprezentacji | Mecze i gole w reprezentacji |
| #                            | Data                         | Stadion                      | Rywal                        | Wynik                        | Gol                          | Rozgrywki                    |
| 1999                         | 1999                         | 1999                         | 1999                         | 1999                         | 1999                         | 1999                         |
| ---------------------------- | ---------------------------- | ---------------------------- | ---------------------------- | ---------------------------- | ---------------------------- | ---------------------------- |
| 1.                           | 03.03.1999                   | Bukareszt, Rumunia           | Estonia                      | 2:0                          | 0                            | towarzyski                   |
| 2004                         |                              |                              |                              |                              |                              |                              |
| 2.                           | 31.03.2004                   | Glasgow, Szkocja             | Szkocja                      | 2:1                          | 0                            | towarzyski                   |
| 3.                           | 28.04.2004                   | Bukareszt, Rumunia           | Niemcy                       | 5:1                          | 2                            | towarzyski                   |
| 4.                           | 27.05.2004                   | Dublin, Irlandia             | Irlandia                     | 0:1                          | 0                            | towarzyski                   |
| 5.                           | 18.08.2004                   | Bukareszt, Rumunia           | Finlandia                    | 2:1                          | 0                            | el. MŚ 2006                  |
| 6.                           | 04.09.2004                   | Krajowa, Rumunia             | Macedonia Północna           | 2:1                          | 0                            | el. MŚ 2006                  |
| 2009                         |                              |                              |                              |                              |                              |                              |
| 7.                           | 06.06.2009                   | Mariampol, Litwa             | Litwa                        | 1:0                          | 0                            | el. MŚ 2010                  |
| 8.                           | 21.08.2009                   | Budapeszt, Węgry             | Węgry                        | 1:0                          | 0                            | towarzyski                   |